# Dienstpersonenverkehr
Unter Dienstpersonenverkehr oder Werk(s)personenverkehr versteht man Verkehrsverbindungen für Personen, die nicht Teil des öffentlichen Personennahverkehrs sind und für die deshalb teilweise auch keine Fahrpläne publiziert werden. Sie dienen dazu, Beschäftigte möglichst direkt zu ihrer Arbeitsstätte zu bringen. 
Ein Beispiel für solche Dienstpersonenzüge, abgekürzt mit Dstp, war die speziell für Eisenbahner eingerichtete Verbindung Nürnberg Hauptbahnhof – Nürnberg Rangierbahnhof.

Nach der Übernahme des S-Bahn-Verkehrs in Berlin (West) durch die BVG gab es zur Beförderung der Reichsbahn-Beschäftigten zu ihren Dienststellen in Westberlin von 1984 bis 1990 vom Ostberliner Bahnhof Friedrichstraße einen sogenannten „Dienstpendel“ auf der Stadtbahn. Auch größere Industriebetriebe führten teilweise einen eigenen Personenverkehr durch. Beispiele sind die Anschlussbahn zum Kraftwerk Marbach in Baden-Württemberg oder die Kalianschlussbahn nach Merkers in Thüringen. 
Noch heute fahren auf der Bahnstrecke Ludwigshafen Hbf–Ludwigshafen BASF S-Bahn-Züge der Deutschen Bahn direkt ins BASF-Werk, wo die Mitarbeiter über die nicht-öffentlichen Stationen BASF Süd, BASF Mitte und BASF Nord ihre Arbeitsplätze erreichen können. In der Region Karlsruhe bringt die Albtal-Verkehrs-Gesellschaft (AVG) die Mitarbeiter des Karlsruher Instituts für Technologie (KIT) über die Bahnstrecke Leopoldshafen–KIT Campus Nord direkt auf das Firmengelände. 
Bei Straßenbahnbetrieben übernehmen sogenannte Personalwagen die Funktion, Mitarbeiter der jeweiligen Straßenbahngesellschaft von und zum Depot zu befördern.
Auch im Straßenpersonennahverkehr gibt es Transporte für das Werkspersonal. So ist etwa die Nutzung der AVV-Buslinien 219 und 220 zum Forschungszentrum Jülich nur mit Zugangsgenehmigung möglich, die dem Fahrpersonal beim Einstieg vorzuzeigen ist.